# Анальний ланцюжок

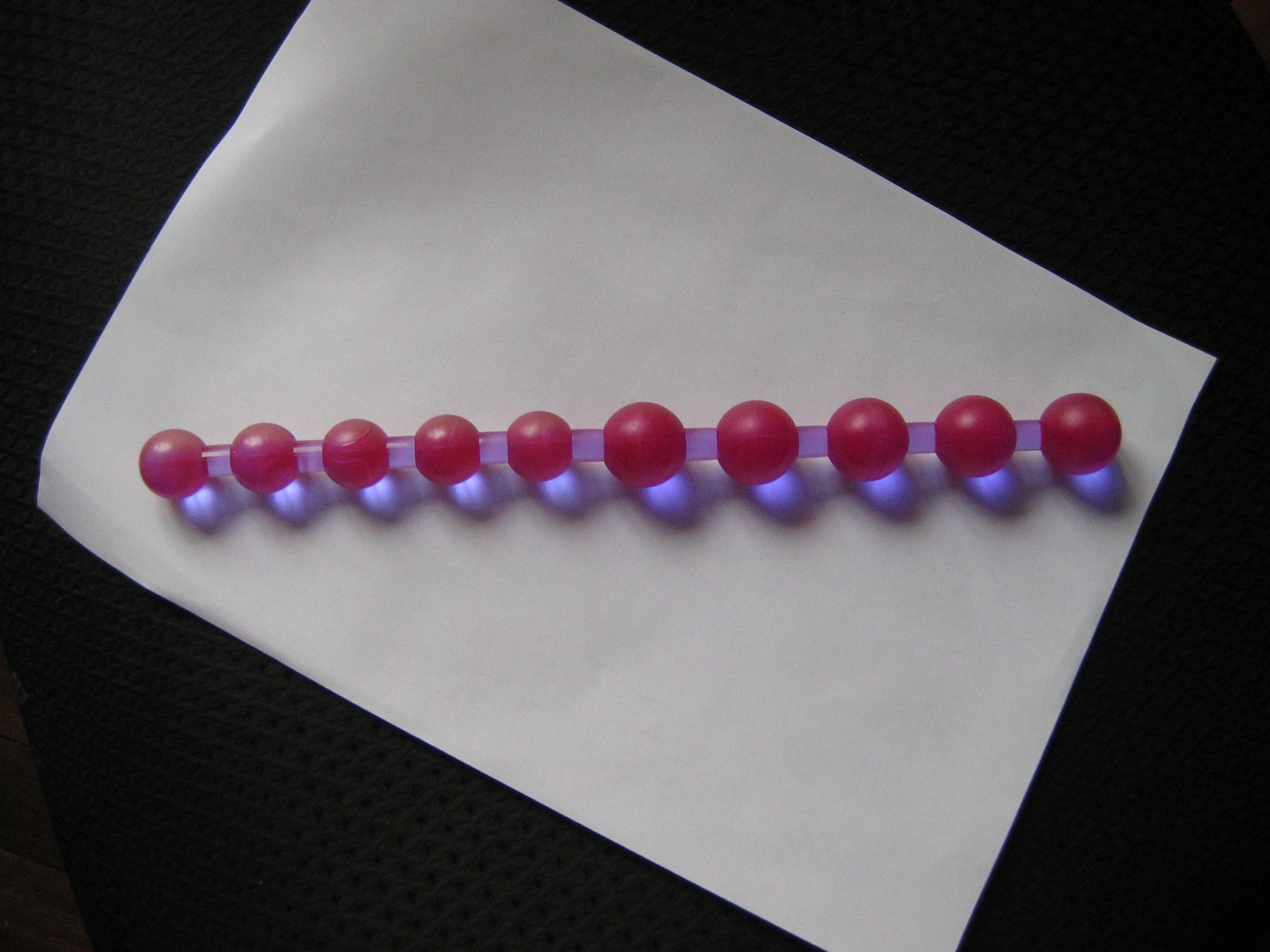
Двосторонній анальний ланцюжок

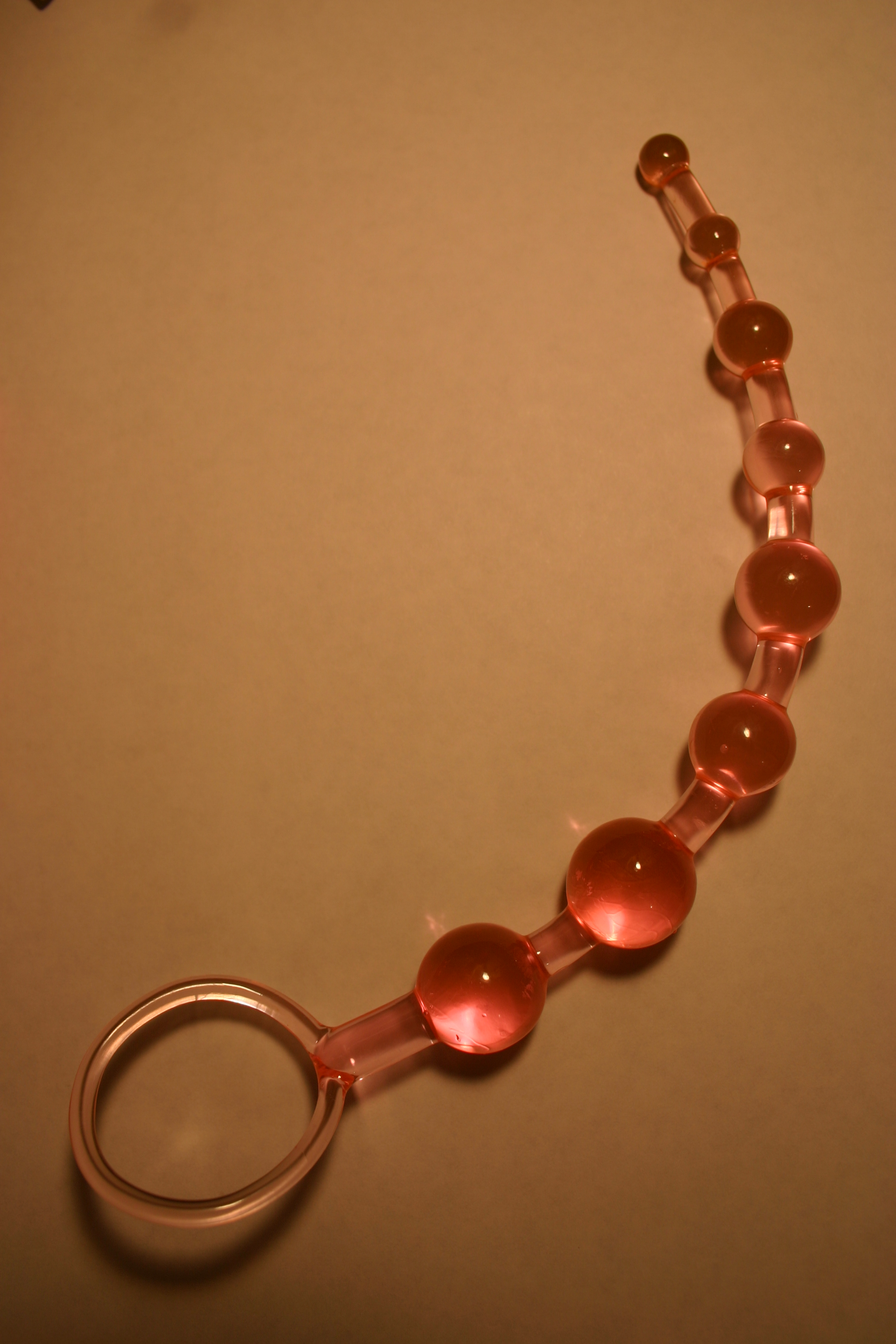
Анальний ланцюжок з кульками різного діаметра

Ана́льний ланцюжо́к, ана́льне нами́сто, та́йське намисто — сексуальна іграшка для стимуляції ануса: кілька кульок змінного або однакового діаметра, з'єднаних послідовно між собою жорсткими або гнучкими перемичками. Як правило, виготовляється з силікону або латексу.

## Застосування
Ланцюжок вводиться в пряму кишку через анальний отвір, потім поступово витягується. Подібні дії призводять до значної стимуляції ерогенних зон, розташованих навколо сфінктера.
Анальний ланцюжок може слугувати як для збільшення сексуального збудження, так і для досягнення оргазму. Існують анальні ланцюжки з кульками різного діаметра, які можуть слугувати для розслаблення м'язів сфінктера перед анальним сексом. Деякі моделі можуть бути оснащені пристроями для вібростимуляціі.
Правила експлуатації анального ланцюжка рекомендують використовувати його з оліями. Найвідповідніша для цього олія на силіконовій основі. Ці рекомендації ґрунтуються на тому, що в прямій кишці відсутня природна змазка на кшталт вагінального секрету, а олії на силіконовій основі мають найтриваліше ковзання, і концентровані продукти не потребують великої кількості лубриканту.
Як правило, анальний ланцюжок має в конструкції упор або кільце на кінці, щоб уникнути провалення в пряму кишку. У разі відсутності таких рекомендується чітко контролювати кількість введених в анус кульок.
У зв'язку з тим що анальний ланцюжок після вживання важко очищати, виробники рекомендують використовувати його з презервативом.